# Forme uniche della continuità nello spazio
Forme uniche della continuità nello spazio è una celebre scultura dell'artista futurista Umberto Boccioni. Rappresenta simbolicamente il movimento e la fluidità. Boccioni respinge la scultura tradizionale per creare questo pezzo, considerato uno dei capolavori del Futurismo.
L'opera originale di Boccioni è in gesso e nel corso della vita dell'autore non venne mai prodotta la rispettiva fusione in bronzo; alcune fusioni vennero prodotte dopo la morte di Boccioni avvenuta nel 1916 durante la prima guerra mondale. Delle sculture in bronzo esistono varie versioni, tra cui una al Museo del Novecento di Milano, una alla Kunsthalle di Mannheim, una alla Tate Modern di Londra, una al MoMA di New York, una al Metropolitan Museum di New York, una al Museo Kröller-Müller di Otterlo (Paesi Bassi) e una alla Galleria nazionale di Cosenza.
La scultura è raffigurata sul retro delle monete da 20 centesimi coniate in Italia.

## Storia
Il movimento futurista si prefiggeva di rappresentare la velocità e la forza del dinamismo nell'arte. Boccioni, anche se formatosi come pittore, iniziò la propria carriera di scultore nel 1912. Scrisse a un amico: "In questi giorni sono ossessionato dalla scultura! Credo di aver visto una completa rinnovazione di quest'arte mummificata." Un anno dopo, Boccioni completò la scultura (Dinamismo di un corpo umano in due copie litografiche). L'obiettivo della sua opera era quello di rappresentare un "continuum sintetico" del movimento, invece di una "discontinuità analitica" che egli vedeva raffigurata da altri artisti come František Kupka e Marcel Duchamp.
L'opera originale di Boccioni è in gesso e nel corso della vita dell'autore non venne mai prodotta la rispettiva fusione in bronzo. Il gesso è in mostra al Museo di Arte Contemporanea, a San Paolo del Brasile. Ulteriori fusioni furono prodotte nei decenni successivi:
- due nel 1931, di cui una in mostra al Museum of Modern Art di New York, la seconda presso il Museo del Novecento di Milano
- due nel 1949, una in mostra alla Metropolitan Museum of Art[3] di New York
- due nel 1972, di cui una in mostra alla Tate Modern di Londra[6]
- otto nel 1972, ricavati da un calco del 1949

Boccioni, nato a Reggio Calabria da genitori romagnoli, desiderava essere presente in Calabria con una scultura. Dopo la sua scomparsa, Filippo Tommaso Marinetti volle dar seguito al desiderio dell'artista promuovendo una fusione apposita di Forme uniche nella continuità dello spazio. L'iniziativa di Marinetti è documentata da una sua lettera del 23 novembre 1933 al podestà di Milano Visconti, al quale prospettava la fusione da destinare alla Calabria. Dopo ottant'anni il progetto Boccioni-Marinetti si è concretizzato con la donazione del bronzo della collezione Bilotti alla Galleria Nazionale di Cosenza.

## Descrizione
Se si osserva lateralmente la scultura, si può riconoscere facilmente una figura umana in cammino priva però di alcune parti (ad esempio le braccia) e, per così dire, del suo "involucro" esterno. La figura appare quindi per un verso come uno "scorticato" anatomico (si riconoscono distintamente alcuni muscoli, come i polpacci, e l'articolazione del ginocchio), per un altro come una "macchina", come un ingranaggio in movimento. L'opera inoltre si sviluppa mediante l'alternarsi di cavità, rilievi, pieni e vuoti che generano un frammentato e discontinuo chiaroscuro fatto di frequenti e repentini passaggi dalla luce all'ombra. Osservando la figura da destra, il torso ad esempio pare essere pieno ma se si gira intorno alla statua e la si osserva da sinistra esso si trasforma in una cavità vuota. In tale modo sembra che la figura si modelli a seconda dello spazio circostante ed assume così la funzione per così dire di plasmare le forme.

Una moneta da 20 centesimi italiana. Sul verso appare la scultura di Boccioni.

Anche la linea di contorno si sviluppa come una sequenza di curve ora concave, ora convesse: in tal modo i contorni irregolari non limitano la figura come di consueto ma la dilatano espandendola nello spazio. L'interno stesso della statua è attraversato da solchi e spigoli che "tagliano" i piani, come se le figure fossero più di una e si sovrapponessero di continuo.
Se vista lateralmente, la statua dà l'impressione di un movimento avanzante che si proietta energicamente in avanti. Tuttavia se la si guarda frontalmente o a tre quarti si può notare una torsione o avvitamento delle forme nello spazio: più di una linea infatti si avvolge attorno alla figura in un moto a spirale, coinvolgendo i diversi piani in una rotazione che suggerisce un'ulteriore espansione delle forme. La figura viene modellata dall'aria creando così un corpo aerodinamico.

## Nella cultura di massa
- L'opera viene omaggiata nei videogiochi Gran Turismo Sport e Gran Turismo 7, essa diviene infatti uno dei simboli più pertinenti in tutti e due i videogiochi. Una replica in scala della medesima, viene inoltre consegnata come trofeo, ai vincitori del campionato e-sport mondiale.

- Uno dei quesiti della seconda prova dell'esame di stato 2025 indirizzo scientifico riguardava l'opera di Boccioni [9].